# アル・プラザ瀬田
アル・プラザ瀬田（アル・プラザせた）は、滋賀県大津市月輪1丁目にある平和堂運営のショッピングセンターである。

## 概要
国道1号線沿いに立地する。地上4階建ての本館の他、6階建ての立体駐車場を併設する。
当施設は平和堂の大型ショッピングセンターブランド「アル・プラザ」の2号館である。

## 沿革
- 1987年（昭和62年）2月28日 - 開業[1]。同日に開催されたセレモニーには柏木由紀子が1日店長として参加した[7]。
- 1998年（平成10年）頃 - 瀬田アルプラ劇場が閉店する。
- 2010年（平成22年）7月15日 - TSUTAYAが開店する[注 4]。
- 2018年（平成30年）6月1日 - 改装工事を終え、リフレッシュオープン[8]。

## 主なテナント
- マクドナルド（2階） - 開業時から入居している。
- 平和書店（2階） - 2024年（令和6年）2月16日に閉店した平和書店 TSUTAYAを改装する形で開業。
- 京進瀬田校（4階）

### かつて存在したテナント
- 瀬田アルプラ劇場（4階）- 映画館（ビデオシアター）。1スクリーン、97席。1998年（平成10年）頃閉店。
- 平和書店 TSUTAYA（2階）- 2024年（令和6年）2月16日閉店[9]。

## フロア構成
| 本館                                    | 立体駐車場 |
| --------------------------------------- | ---------- |
| 屋上駐車場（閉鎖）                      | 屋上駐車場 |
| 4階 カルチャーと憩いのフロア            | 6階駐車場  |
| 4階 カルチャーと憩いのフロア            | 5階駐車場  |
| 3階 ファッションと暮らしのフロア        | 4階駐車場  |
| 3階 ファッションと暮らしのフロア        | 3階駐車場  |
| 2階 ファッション・雑貨とTSUTAYAのフロア | 2階駐車場  |
| 1階 食品と日用品のフロア                | 2階駐車場  |
| 1階 食品と日用品のフロア                | 1階駐車場  |

フロア案内は1階 - 屋上となっているが、国道1号側の出入口は2階に設置されており、半地下のような構造となっている。
施設西側を通る道路に沿って流れる長沢川沿いに面する道路は坂となっており、1階と2階への連絡口が設けられている。この連絡口には瀬田駅方面への歩道橋が架けられている。
吹き抜けは2か所設置されている。催事場を兼ねる2階の広場は3階までが吹き抜けである。また、この広場には大きなからくり時計（時計塔）があるが、現在はからくり装置は作動していない。もう一つの吹き抜けはエスカレーターの裏側（広場の反対側）にあり、こちらは1階（食料品・日用品売り場）から5階（屋上駐車場連絡口）が吹き抜けとなっている。

## 交通アクセス
鉄道
- JR琵琶湖線（東海道本線）瀬田駅下車、徒歩約6分[5]。

バス
ここでは「瀬田駅」停留所に隣接する各停留所からの案内を記載する。
- 帝産湖南交通
  - 「葛原遊園地前」停留所下車、徒歩約3分[5]。
  - 「瀬田駅口」停留所下車、徒歩約6分[注 5][5]。
- 近江鉄道バス
  - 「月の輪自動車教習所前（月の輪）」停留所下車、徒歩約4分[5]。

## その他
- かつては4階に映画館、レストラン街、情報施設（※愛称は「遊＆愛ランド」。マルチビジョン（16面モニター）やキャプテンシステムなどを設置[6]）があった。これらの跡地は学習塾、カルチャー教室、社会福祉協議会の事業所（未就学児を対象とした交流施設）、ゲームセンターとなった。
- 駐車場への出入口は西側しか無かったが、店舗の東側に都市計画道路が整備されたことで東側から出入りすることができるようになった[11]。